# Константин Константинов (инженер)
Вижте пояснителната страница за други личности с името Константин Константинов.
Константин Петров Константинов (Цинцарски) е български електроинженер, ръководил електрифицирането на различни региони в България от края на 1920-те.

## Биография
Константин Константинов е роден през 1900 г. в с. Долна Гнойница (сега Михайлово, област Враца). Завършва гимназия в Оряхово. Учителства в училището на родното си село, след което завършва Политехниката във Виена, където получава диплома за електроинженер. Константинов е първият човек от селото с висше техническо образование. Благодарение на авторитета си през 1923 г. осуетява наказания и разстрел на участници в Септемврийското въстание.
Константинов работи в Самоков по електрифицирането на Софийски окръг. Той е първият главен инженер на новосформираната през 1941 г. Областна дирекция за електрификация в Плевен, отговаряща за електрифицирането на Северозападна България. Има важен принос за проектирането и строителството на електроцентрали и електроразпределителна мрежа за високо и ниско напрежение от Плевен до Видин. През 1949 г. без конкретен повод, след упражнен политически натиск (вероятно поради австрийското му образование), Константинов се мести да живее в Русе. Там работи по изграждането на електромрежата на националния обект „Бръшлянска напоителна система“ и в новообразуваната служба за електрификация на Русенска област. Ръководи пускането в експлоатация на „Енерговлак“ – Русе и изграждането на кабелна връзка между Румъния и България, положена по дъното на р. Дунав, както и на електроразпределителните съоръжения. Завършва кариерата си като главен инженер на „Електроснабдяване“ – Русе.
Въпреки че през активната си възраст отдава всички сили на електрификацията (т.е. подобряването живота на хората и икономическия растеж на страната) и обучението на млади специалисти, за тоталитарното комунистическо управление Константинов остава „неблагонадежден“.

## Семейство
Константинов е женен за Василка Костова Китова от Самоков, с която има две деца – Мария и Георги.